# Fanta
Fanta es una marca de gaseosa, propiedad de The Coca-Cola Company. Posee diferentes formatos de envase y múltiples sabores. Entre ellos, los más tradicionales son el de naranja y limón, aunque existen más de 90 variedades distintas de Fanta en todo el mundo.

## Origen
Fanta fue creada en 1940 por el director de operaciones Max Keith de la subsidiaria alemana independizada de Coca-Cola GmbH, localizada en la Alemania Nazi durante la Segunda Guerra Mundial.
Coca-Cola GmbH tuvo problemas cuando el gobierno estadounidense prohibió a las multinacionales comerciar en Alemania. En plena guerra mundial, las fábricas alemanas de Coca-Cola no podían recibir el concentrado de extractos que se utiliza para crear este refresco. Para poder seguir operando y no verse abocadas al cierre, los directivos locales decidieron crear una nueva bebida que se pudiera producir con las máquinas que tenían, sin tener disponible el jarabe de Coca-Cola ni otros productos racionados durante la guerra. El suero de leche y el hollejo de manzana, junto con otros ingredientes residuales posibles de adquirir, se escogieron para basar el refresco.
El nombre Fanta fue sugerido por un vendedor veterano de la compañía, Joe Knipp. Su idea vino gracias a un concurso que la empresa impulsó entre los empleados alemanes, para dar nombre al nuevo producto, en el cual Keith les pedía dejar volar su Fantasie (fantasía en alemán). Al oír aquello Knipp, dijo ¡Fanta!
Debido a la independencia de dirección y producción, la bebida Fanta se orientaría exclusivamente para el mercado alemán, donde acabó teniendo éxito.
Después de la guerra, una nueva Coca-Cola GmbH fue restablecida por la multinacional estadounidense, y esta adquirió la marca Fanta. La bebida de naranja que se conoce hoy salió a la venta en 1955, inicialmente producida con naranjas de Nápoles.

## Sabores

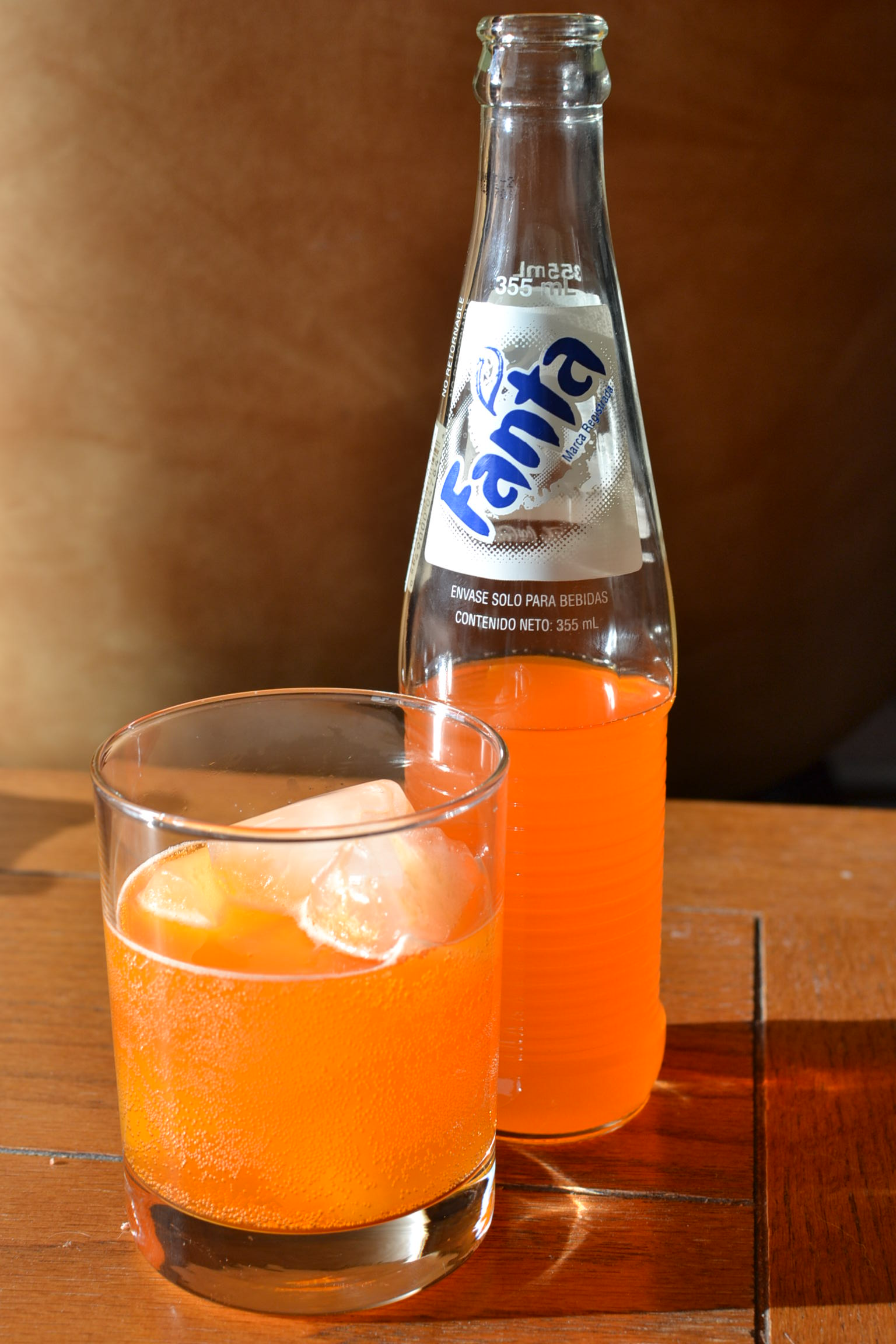
Fanta naranja de México.

Fanta se distribuye en más de 70 sabores en los diferentes países. Además, como promociones especiales, la compañía añade nuevos sabores que duran un tiempo limitado en el mercado, como Fanta-Melón China que se distribuyó en varios países durante los Juegos Olímpicos de Pekín 2008.
Entre los sabores más comunes se encuentran el limón, la naranja, el melocotón (durazno), la manzana, la fresa y la piña, si bien existen multitud de sabores como guaraná, melón, mango, cereza, sandía, uva, tropical, flores silvestres o aloe vera.
En Argentina fanta llegó en la década de 1970, en 1995 se introdujo la fanta tónica una versión no dulce de fanta durando 2 años al mercado hasta 1997 y regresando limitadamente en 2005, en 1993 se introduce la fanta pomelo que se vende hoy en día, en 1994 se lanza fanta ananá que no duro mucho, en abril de 2006 se lanzó "fanta Calypso" una edición limitada de fanta con un tono azul para subir las ventas de la bebida en el país, en 2005 se introdujo la fanta uva que fue bien aceptada por el público argentino  hasta que fue retirada en 2014 y no fue hasta 9 años después que volvió al mercado en 2022, en el mes de octubre 2022 se lanzó una edición limitada de fanta llamada "fanta misterio", incluido un nuevo sabor limón dulce, actualmente se vende en sabores como naranja, naranja sin azúcares, el mencionado limón dulce, pomelo, manzana y uva introducido en 2023.
En Chile se han lanzado las siguientes variedades de manera temporal: En 1987 se lanzó Fanta Sol y Fanta Frut, de sabor piña y fresa (frutilla) respectivamente. En 2002 se lanzó el sabor Durazno, en 2007 la variante llamada Bamboocha con sabor a frutos tropicales, y en el transcurso de 2009 los sabores limón, nuevamente frutilla, y uva. En 2021 se lanzó una versión especial "Fanta Misterio", volvió el sabor de Frutilla y posteriormente se introdujo el sabor pomelo.
En México, el color de Fanta Naranja cambió por un tono más amarillento y en casos, similar al de Fanta sabor piña. Actualmente se puede encontrar los sabores de naranja, fresa, piña y uva.
En Japón es habitual que presenten sabores nuevos por un tiempo limitado, solo por una temporada o una estación. Ha habido sabores como kiwi, uva moscatel, uva negra o verde, pomelo, ponche tropical, lichi, ponche de frutas, Fanta de leche (ファンタ もぉ～もぉ～ホワイト), incluso hubo una Fanta de jalea (con la densidad de jalea, pero carbonatada). En julio de 2010 presenta ファンミックス (Fan Mix) buscando una mezcla de sabores entre la cola y el dulceamargo de la Fanta naranja.
En Paraguay se pueden encontrar los sabores de naranja, piña, guaraná y pomelo.
En Perú, se comenzó a distribuir el nuevo producto como resultante de la fusión de Fanta y Kola Inglesa desde abril de 2013: la «Fanta Kola Inglesa».
En Venezuela se expende bajo el nombre de Hit desde 1996, ya que ese año la empresa Hit de Venezuela fue adquirida por Coca Cola.
En Costa Rica, aparte de su tradicional sabor naranja, se comercializa de manera muy popular y únicamente para ese país la "Fanta Kolita". Esta llegó a ser muy popular desde que se empezó a comercializar en los años 80, estando muy extendida por todo el país hasta la actualidad.
En Guatemala, actualmente se comercializan los sabores de mora azul y la originalmente brasileña sabor "Misterio" de la cual no se conoce la fruta que da el sabor.
En Panamá, la Fanta se distribuye bajo el nombre de Kist.

## Ingredientes
- Fanta naranja: agua carbonatada, azúcares, jugo de naranja 8% en España, aromas, acidulante E330, conservante E211, antioxidante E300, estabilizante E412 y colorante E160a.

A diferencia de las variedades europeas, en Latinoamérica (a excepción de Ecuador) no contiene jugo de naranja ni tampoco pulpa de la misma, como en el caso de la Fanta comercializada en Europa similar a Orangina
- Fanta limón: Agua carbonatada, azúcares, 6% de jugo de limón, aromas, acidulante E330, conservante E211, antioxidante E300, estabilizante E414, estabilizante E445 y colorante E104.

Hay estudios que indican que el colorante E104, llamado amarillo de quinoleína, incrementa la hiperactividad en los niños y causa dermatitis. El uso de este colorante está prohibido en Estados Unidos, Australia, Japón y Noruega.